# Let It Glow
"Let It Glow" é uma canção do DJ e produtor brasileiro de música eletrônica Mister Jam. Foi lançada para as rádios e para download digital oficialmente em 20 de agosto de 2013. 

## Antecedentes
Após a canção "Golden People" com participação de JACQ & King TEF entrar na trilha sonora da novela das nove da Rede Globo Salve Jorge, Mister Jam entrou em estúdio para gravar uma canção com dupla brasileira de música eletrônica Badpose e o cantor Paulo Mac, juntos criaram a faixa a canção "Let It Glow".

## Lista de faixas
| N.º | Título        | Compositor(es)                         | Produtor   | Duração |  |
| 1.  | "Let It Glow" | Fabianno Almeida Felipe Zero Dalto Max | Mister Jam | 3:45    |  |

## Histórico de lançamento
| País   | Data                 | Formato(s)        | Gravadora     |
| ------ | -------------------- | ----------------- | ------------- |
| Brasil | 20 de agosto de 2013 | Airplay streaming | Massiva Media |

## Versão de Kelly Key
"Let It Glow" é um canção da cantora brasileira de música pop Kelly Key. Foi lançada como single promocional em 3 de março de 2016 com um videoclipe gravado durante as férias da cantora em Nova York em comemoração ao seu aniversário. A faixa foi composta Felipe Zero, Dalto Max e Mister Jam, sendo que este último também foi produtor dela. A faixa é totalmente interpretada em língua inglesa e foge dos gêneros musicais majoritários do álbum, como kizomba e zouk, focando-se no eurodance e no deep house.
"Let It Glow" recebeu avaliações positivas dos críticos de música. O portal comparou a faixa o instrumental da faixa à "Wake Me Up", de Avicii, e "Summer, de Calvin Harris, além de dizer que o gênero europeu assimilava-se ao material de Ellie Goulding e Jess Glynne, dizendo que que se "Let It Glow" tivesse sido gravada por uma cantora europeia "certamente seria um grande sucesso durante o verão por lá".

### Antecedentes

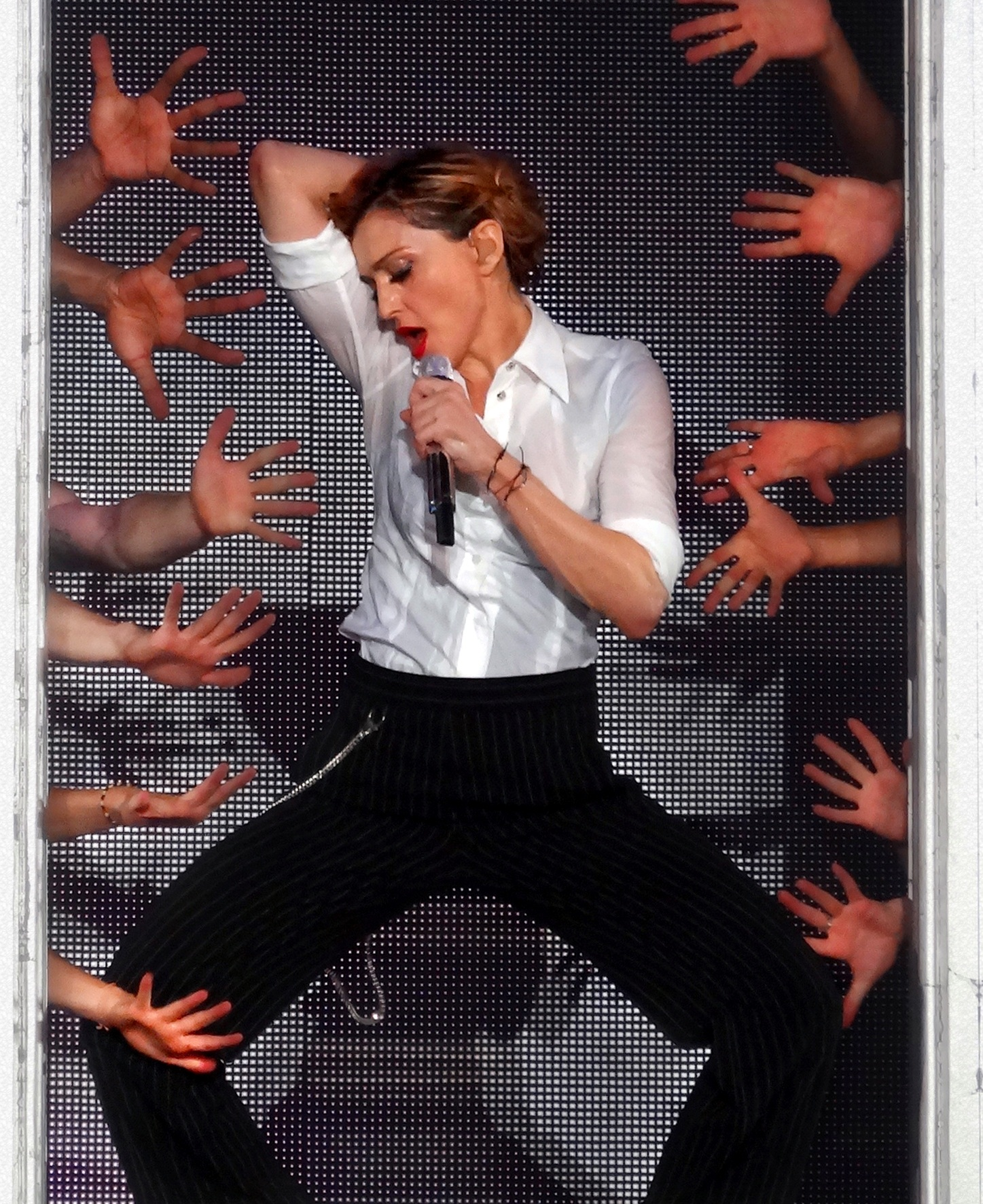
A primeira experiência de Kelly com música eletrônica foi gravando "I Deserve It", de Madonna.

Em 2002 Kelly gravou sua primeira canção em língua inglesa, a versão de "I Deserve It", originalmente de Madonna. A faixa esteve presente na coletânea Remix Hits, que tinha o intuito de promover a cantora nas casas noturnas, sendo também seu primeiro contato com a música eletrônica. Em 2010, quando primordialmente pretendia lançar o álbum intitulado Studio K, Kelly resolveu focar no gênero dançante e trabalhar com Mister Jam, anunciando que estava se inspirando no trabalho de Lady Gaga e Kesha, liberando "K Diferente" e "O Problema É Meu como prévias do que estava produzindo. Kelly explicou na época que o foco no eletrônico aconteceu por acaso, influenciada por sua filha e seu produtor, além do fato dos shows realizados em casas noturnas terem um apelo maior por este gênero: "Eu acho que devia existir uma carência no mercado de cantoras de eletrônico e acabei fazendo essas coisas, mas de gaiata. Os últimos shows que eu estava fazendo foram em boates também e foi tudo consequência das coisas". O maior passo para entrar na cena eletrônica brasileira veio apenas no final 2011, quando a cantora lançou "Shaking (Party People)", seu primeiro single totalmente em inglês e trabalhado com mais intensidade no gênero. A faixa foi assinada inicialmente sob o pseudônimo de KT, um alter-ego especial para a cena eletrônica.
A partir dela surgiram outras oportunidades de gravar outras faixas na língua estrangeira, como a cantora explicou ao G1: "Conheço o Fabinho faz um tempão. Em um dia no estúdio, ele me mostrou uma música em inglês, fiquei um pouco resistente. Ele disse que era uma tendência e que estava todo mundo fazendo. Gravei "Shaking" e surgiu "Craving for the Summer" logo". No entanto a intenção de lançar um disco com faixas eletrônicas e majoritariamente em inglês acabou sendo arquivado quando Kelly passou a se dedicar aos trabalhos como apresentadora na Rede Record. Apenas durante a produção do álbum No Controle que a cantora decidiu incluir duas as duas faixas antes divulgadas, além de uma inédita, "Let It Glow", explicando durante entrevista para o jornal Extra que não seria justo deixar de fora faixas de um estilo que seu público tanto pediu durante toda sua carreira, além da maioria de seus shows serem em boates, que consumiria-as.

### Estrutura musical e letra
"Let It Glow" é uma canção dos gêneros eurodance e deep house, tendo também influências diretas de europop, folktronica e synthpop, sendo interpretada completamente em língua inglesa. A faixa segue um rumo diferente da maioria do álbum No Controle, onde as canções focam em ritmos africanos e latinos como kizomba, zouk, zumba, além do próprio pop latino. Em termos de musicalidade é uma canção lenta, com batidas melódicas nas estrofes que se intensificam no refrão e mais ainda no pós-refrão, aumentando o canção para algo dançante, tendo um total de 100 batidas por minuto. Escrita na tonalidade de Si maior, com a voz abrangendo os nós dos tons de Fá♯1 à Dó♯2. Mister Jam, Felipe Zero e Dalto Max, produtores de música eletrônica, compuseram juntos a faixa, que foi produzida exclusivamente pelo primeiro citado.
A canção começa semi-acústica, com a voz de Kelly proferindo as frases "You search for the stars under a grey sky / You are living your night life in the shadows". À medida que a sintetização muda para uma batida, Kelly entoa versos mais rápidos, apoiada por instrumento de percussão. No refrão as batidas de música eletrônica tomam conta da música ao som de "Let it glow, let it glow, let it glow / To shine your lights / Let it glow, let it glow, let it glow / Until the night". Neste ponto o pós-refrão é baseado em batidas sequenciais, sem vocais. "Let It Glow" tem duas temáticas base, sendo a primeira a busca pela autoestima, quando Kelly canta na terceira pessoa sobre alguém que está vivendo "sob um céu cinzento", percorrendo as sobras e se sentindo para baixo. A partir deste ponto o interprete passa a falar sobre a vida noturna, dizendo que a chave para vencer a tristeza está na pista de dança, no qual a pessoa deveria deixar as luzes da discoteca brilharem sobre ela e aproveitar a noite.

### Influências e gravação
"O lance de cantar em inglês nunca foi intencional, aconteceu. O Mister Jam acabou me influenciando pra gravar. Eu nunca tinha feito nada igual até então. Eu acho que mostrou um amadurecimento."

— Kelly sobre a gravar em inglês.
A maior referência para a gravação de "Let It Glow" foi Mister Jam, produtor da faixa, que a convenceu Kelly que seria um diferencial em seu álbum e em sua carreira. Durante entrevista para o UOL, em 4 de fevereiro de 2015, Kelly afirmou que a escolha da faixa era uma estratégia para que as rádios do gênero pudessem adiciona-las à programação mais fácil: "Mais de 70% das minhas músicas são eletrônicas e feitas para tocar em casas noturnas. É uma característica do movimento eletrônico, uma tendência. Quase todas as músicas eletrônicas que escutamos nas rádios são em inglês. Então eu acho natural. Não estou buscando uma carreira internacional, nos Estados Unidos. No momento, quero ir para a África e a Europa". Além disso a cantora declarou que era um pedido antigo dos DJs de casas noturnas.
Kelly gravou a canção durante sua passagem por Angola no segundo semestre de 2014. Em setembro se reuniu com alguns seguidores, entre líderes de fã-clubes e outros mais próximos, para apresentar as canções já gravadas, dentre elas "Let It Glow", e definir qual estariam no álbum, escolhendo-a para a lista final. Segundo a cantora, as influências para gravar algo mais eletrônico vieram de Nicki Minaj, a qual foi apresentada por sua filha, e Jennifer Lopez.

### Recepção da crítica
|                                                                                               |  |  |
| "Let It Glow" foi comparada ao trabalho das cantoras britânicas Ellie Goulding e Jess Glynne. |  |  |

"Let It Glow" recebeu avaliações positivas dos críticos de música. Jurandir Dalcin, do Comenta, disse que Kelly amadureceu e que "além da letra, a batida é ótima", citando a faixa, juntamente a "Quarto 313", como a melhor do álbum.. Rafael Rodrigues do portal Meu Elemento foi positivo e disse que a faixa tem função principal de "agitar as pistas de dança" e é "tão boa que a gente não quer que acabe". Roberta Souza, do portal Conta Fofocas, disse que Kelly fez o que outras cantoras brasileiras vinham tentando a anos sem sucesso, a "música eletrônica perfeita", declarando que esta merecia atenção do público e um videoclipe.
O portal Ponto Pop deu 4,5 de 5 estrelas e disse que todos que ouviram o álbum já esperavam que "Let It Glow" se tornasse single tanto por sua composição focada na autoestima e no divertimento noturno, quanto pela boa produção, descrevendo-a como "a faixa mais bem trabalhada por Kelly em anos" e comparando o instrumental desta com "Wake Me Up", de Avicii, e "Summer, de Calvin Harris. Além disso o portal também elogiou a escolha de Mister Jam em trabalhar com eurodance na faixa, algo que estava no auge naquele momento, e utilizar um instrumental dançante após o refrão, comparando-a com o mesmo estilo musical de "Burn" e "I Need Your Love", de Ellie Goulding, e "Real Love" e "Hold My Hand", de Jess Glynne. Por fim foi dito que se "Let It Glow" tivesse sido gravada por uma cantora europeia "certamente seria um grande sucesso durante o verão por lá".

### Lista de faixas
| N.º | Título        | Compositor(es)                         | Produtor   | Duração |  |
| 1.  | "Let It Glow" | Fabianno Almeida Felipe Zero Dalto Max | Mister Jam | 3:45    |  |

### Promoção
Em 26 de março de 2015 Kelly cantou "Let It Glow" pela primeira vez durante a festa de lançamento oficial do álbum No Controle na livraria FNAC, durante seu pocket show. Em 23 de fevereiro de 2016 foi entrevistada por Amaury Jr., onde falou do novo disco, da gravação do clipe de "Let It Glow", seu lado fitness, as semelhanças com a filha e relembrou histórias do começo da carreira. A entrevista foi reexibida em 8 de julho. Em 17 de maio foi a convidada de Anitta no Música Boa Ao Vivo. Em 1 de junho foi a artista convidada do programa De Cara, da FM O Dia, onde falou sobre o single. Em 7 de junho o clipe da canção teve estreia exclusiva no TVZ da Multishow. Em 21 de junho e 6 de julho foi entrevista pela youtuber Evelyn Regly. Em 11 de julho foi a primeira convidada do Ferdinando Show. Em 15 de julho apresentou o TVZ e falou sobre o lançamento do clipe.

### Vídeo musical
O videoclipe de "Let It Glow" foi gravado no início de novembro em Nova Iorque, no Estados Unidos, durante os intervalos da viagem de Kelly para trabalhar em seu programa, sendo registrado durante seis dias e tendo a produção de Marcília Luzbet. Em entrevista a Revista Quem, Kelly confirmou o lançamento para 3 de março de 2016 em comemoração ao seu aniversário, sucedendo ao videoclipe de outra faixa não revelada: "Talvez eu janeiro eu lance um outro clipe de uma outra música minha. Quero lançar uns dois ou três video clipes". Segundo o portal Ponto Pop, apesar da falta de informações, é esperado que o videoclipe siga a linha das cenas externas de "En La Obscuridad", de Belinda ou "In Your Eyes", de Deborah Blando.